# Anthurium polystictum
Anthurium polystictum är en kallaväxtart som beskrevs av Luis Aloysius, Luigi Sodiro. Anthurium polystictum ingår i släktet Anthurium och familjen kallaväxter. Inga underarter finns listade.